# Koodo Mobile
Koodo Mobile est une marque canadienne de téléphonie mobile lancée par Telus en 2008.  et principalement orientée vers les jeunes clients pour lesquels la marque est très réputée.  Koodo se distingue de sa société mère Telus en n'exigeant pas de contrat à durée déterminée. 
Koodo propose actuellement des services post payés, prépayés et de téléphonie résidentielle sans fil. Étant une filiale de Telus,  Koodo a pu offrir une couverture étendue et une forte présence chez les détaillants mobiles. Cela a permis à Koodo de s'implanter dans tout le pays.

## Histoire

### Amp'd Mobile (2007)
Le concurrent de Telus Mobilité, Bell Mobilité, a conclu un partenariat MVNO avec Virgin Group pour créer Virgin Plus Canada (anciennement Virgin Mobile). Cette marque était en activité depuis 2005 et visait principalement les étudiants des écoles secondaires, des collèges et des universités. En réponse, Telus Mobilité a eu un partenariat similaire mais beaucoup plus court avec l'américain Amp'd Mobile en 2007 pour créer un MVNO canadien. Ce partenariat a pris fin parce que les activités d'Amp'd Mobile aux États-Unis ont souffert d'un mauvais service à la clientèle et ont fait faillite.  Cela signifie que, contrairement à Bell, Telus n'avait plus de marque mobile ciblant les étudiants.

### Lancement de Koodo Mobile (2008-2009)
Près d'un an après le jour du lancement d'Amp'd Mobile au Canada, Telus a lancé Koodo Mobile le 17 mars 2008 au Canada. Cette marque mobile offrait des services à un coût inférieur à celui de la plupart des autres entreprises.

### Smartphones HSPA+ et forfaits mensuels pan canadiens (2011)
Une demi-douzaine de téléphones intelligents HSPA+ ont été lancés en 2011. Le premier a été le LG Optimus One, lancé le 2 mars. Plus tard dans le mois, le BlackBerry Curve 9300 était disponible à partir du 23 mars. Le Nexus S a été ajouté à la gamme de Koodo le 12 avril 2011. Afin de préparer la rentrée scolaire, Koodo a interrompu la vente de tous les appareils CDMA vers la fin du mois de juin 2011, moins d'un an après que l'opérateur ait lancé son premier appareil HSPA. Peu de temps après, ils ont été remplacés par l'iPhone 4 et deux appareils Android à bas prix.
Outre la refonte de sa gamme d'appareils, Koodo a également amélioré ses forfaits mensuels tout au long de l'année. Le plan "City Koodo", qui est presque identique au plan CityFido offert par Fido, a été introduit le 14 mars 2011 dans certaines villes. Le 21 juillet 2011, Koodo a éliminé tous ses plans précédents, à l'exception de City Koodo qui est toujours disponible dans certaines villes. Cinq nouveaux plans pan canadiens ont été lancés à la place, qui ne comportent pas de frais d'interurbain lorsqu'un client de Koodo situé au Canada appelle un autre numéro de téléphone fixe ou mobile canadien standard.